# 牛津大学赛德商学院
賽德商學院（英文：Saïd Business School，簡稱：SBS）位於聯合王國的英格蘭牛津市。於1996年正式創立，前身可追溯至1965年的牛津管理研究中心（Oxford Centre for Management Studies），以及現今的牛津大學格林坦普頓學院。

## 歷史
該學院的構想始於1988年，由當時的校務委員會主席Claus Moser建議牛津應該開設新的管理學院，爾後於1990年在校務會議上通過該決議。首任院長（Director）由當時擔任華威大學校長(Vice-Chancellor)的Clark L. Brundin擔任。學院首個經濟學與管理學聯合學士課程於1994年開辦，第一個MBA課程於1996年開辦。

## 著名捐贈者
學院名稱中的Saïd為紀念Wafic Saïd對學校的貢獻而冠為學院名稱。Wafic Saïd至日前共捐贈予學院計7000萬英鎊，替學院興建了首棟建築，以及後來的西翼大樓，並成立了學院的策略發展基金。賽德商學院尚有許多私人企業與基金會組織等贊助成立。

## 現況
目前學院通過了AMBA以及EQUIS認證，並在2014年金融時報的全球商業管理教育排行（Global MBA Ranking）上，名列第23。
2019年金融時報的英國商學院排名頭五位分別是倫敦商學院，牛津大學賽德商學院，劍橋大學賈吉商學院，貝氏商學院和華威商學院。
學院擁有兩個校園據點，分別是位於Park End Street的學院本部與位於Egrove Park的高階管理教育中心。